# Daniel-André Tande
Daniel-André Tande, född 24 januari 1994, är en norsk backhoppare som ingick i det norska lag som vann guld i lagtävlingen vid världsmästerskapen i skidflygning 2016. Vid VM 2017 ingick Tande i laget som vann silver i lagtävlingen i stor backe.